# Pioneer's Gold
Pioneer's Gold er en amerikansk stumfilm fra 1924 instrueret af Victor Adamson.

## Medvirkende
- Kathryn McGuire som Mary Marsden
- Pete Morrison som Jim Hartley
- Virginia Warwick som Marie La Monte
- Spottiswoode Aitken som Bob Hartley
- Louise Emmons som La Monte
- Madge Lorese Bates som Goldie
- Merrill McCormick som Pascale